# Catán Lil
Catán Lil is een departement in de Argentijnse provincie Neuquén. Het departement (Spaans:  departamento) heeft een oppervlakte van 5.490 km² en telt 2.469 inwoners.

## Plaatsen in departement Catán Lil
- Catan Lil
- Chacayco Sur
- El Marucho
- Fortin 1º de Mayo
- Las Coloradas
- Las Cortaderas
- Ojo de Agua
- Picun Leufu
- Picun Leufu
- Pilolil